# Rodeneck
Rodeneck (italià Rodengo) és un municipi italià, dins de la província autònoma de Tirol del Sud. És un dels municipis del districte i vall d'Eisacktal. L'any 2007 tenia 1.162 habitants. Comprèn les fraccions d'Ahnerberg, Fröllerberg (Frella), Gifen (Chivo), Nauders, Spisses (Spissa), Sankt Pauls (San Paolo) i Vill (Villa). Limita amb els municipis de Kiens, Lüsen, Mühlbach, Natz-Schabs, St. Lorenzen i Vintl.

## Situació lingüística
| Pertinença lingüística (cens 2001) | 99,64% alemany |
| Pertinença lingüística (cens 2001) | 0,18% italià   |
| Pertinença lingüística (cens 2001) | 0,18% ladí     |

## Administració

Territori comunal

| Període | Identitat    | Partit |
| ------- | ------------ | ------ |
| 2004-   | Klaus Faller | SVP    |